# Предтечине
Предте́чине — село Костянтинівської міської громади Краматорського району Донецької області, Україна.

## Загальні відомості
Відстань до центру громади становить близько 6 км і проходить автошляхом місцевого значення.
Розташовується на річці Неумиха (стара назва Наумиха).

## Історія

### Імперська доба
Після будівництва церкви Святого Хрестителя Господнього Іоана Предтечі в Іванівці 1788 року, що приваблювало нових поселенців, частина земель Івана Васильовича Шабельського була розділена між спадкоємцями: В. Ф. Шабельський переселив з Іванівки на свою ділянку 18 родин селян та заснував село Катерино-Олександрівку (нині - село Миколаївка); Єгор Шабельський переселив з Іванівки на свою ділянку 80 родин селян та заснував село Калинове; хутір Перещепний був заснований Марфою Шабельською шляхом переселення частини селян з Іванівки на успадковану землю в Дружківській волості.
Хутір Перещепний - західні околиці сучасного Предтечиного.
Предтечине засноване 1854 року Олексієм Петровичем Коптевим, що купив в одного зі спадкоємців Шабельського ділянку землі та 10 родин селян з Іванівки.
Згідно статистико-економічних таблиць Бахмутського повіту за 1882-1883 рік, у власницькому селі Предтечине дворянина Івана Олексійовича Коптева проживало 20 родин - 117 осіб (65 чоловіків та 52 жінки). З них грамотними значилися лише 2 чоловіків. Було 21 домоволодіння та вітряний млин.
Згідно статистико-економічних таблиць Бахмутського повіту за 1882-1883 рік, на хуторі Перещепному проживало 13 родин - 84 особи (39 чоловіків та 45 жінок). З них грамотними значився лише 1 чоловік. Було 12 домоволодінь.
17 грудня 1883 року бахмутський нотаріус В.В. Шабашев фіксує купівлю у дворянина Івана Олексійовича Коптева 65 десятин орної і сінокісної землі біля села Предтечине штабс-ротмістром Володимиром Олександровичем Плещеєвим. Ці землі прилягали до маєтку його матері - Катерини Захарівни Плещеєвої.
Про самого Коптева відомо небагато. Він був нотаріусом з міста Курськ. Його син Олексій вже був народжений у місті Бахмут Катеринославської губернії 1880 року. Був дворянського роду. 1917 року був гласним Євпаторійської думи.17 січня 1918 року замучений більшовиками в Євпаторії.
Перша церковнопарафіяльна школа з'явилася в селі 1910 року.

### Радянський період
Згідно списку населених пунктів Артемівської округи за даними перепису 1926 року, хутір Перещепний та село Предтечине разом утворювали Предтечино-Перещепнянську сільську раду, куди також входив хутір Ступочки та колонія Єленівка.
В березні 1929 року на базі села утворили колгосп, який отримав назву «Нова путь». Очільниками колгоспу були: О.П. Чернецький, А.Д Бортник, I.В. Безпальченко, Б.О. Кузьменко, Ю.Г. Байгуш, Ю.М. Пєров.
1939 року було збудовано нове приміщення семирічної школи. В період німецької окупації школа не працювала.
2 червня 1945 року Предтечино-Перещепнянську сільраду перейменовують у Предтечинську за місцем розташування її центру.
1967 року було збудовано приміщення сільського Будинку культури. Першим керівником клубу став А.Ф. Ситнік.
У 1971 році збудовано нове приміщення для навчання дітей. Вагомий внесок у розвиток освіти в селі внесли директори школи В.Н. Савенко, Л.А. Кухар, Л.I. Наронова, I.О. Горін. Протягом довгих років в школі працювали вчителі: Новицька К.П., Макушина М.Г., Iванова Г.П., Петрова Г.Д., Iванов М.Ф., Шаповалова Є.П., Снєжко З.Я., Федянович Н.I.

### Незалежна Україна
1994 року в селі Предтечине було створено сільську раду. Першим сільським головою обрали А I. Кирпу.
З 1 січня 2005 року функціонує Предтечинський НВК, який очолив В.Ф. Сматченко.
З 2006 року директором Будинку культури працює Л.В. Удовенко, в 2007 році Будинок культури відсвяткував своє 40-річчя, а вокальному ансамблю «Калина» було присвоєно звання «народний».
В лівому крилі приміщення школи знаходиться дитячий садок. У 2008 році збудовано дитячий ігровий майданчик завдяки перемозі в обласному конкурсі міні-проєктів.
Поблизу села у 2016—2017 роках розміщувалась 72-га окрема механізована бригада імені «Чорних запорожців». Селяни запам'ятали та подружилися з одним з бійців, Дмитром Оверченком, який дуже любив грати у шахи та навіть виграв шаховий турнір, який було організовано місцевим фермером Агасі Барсегяном.
На сесії Костянтинівської міської ради 24 грудня 2020 року першим старостою Предтечиного була призначена Удовенко Лідія Володимирівна.
7 лютого 2023 року окупанти обстріляли село. 10 липня о 15:30 знову відбувся ворожий обстріл села зі ствольної артилерії. Внаслідок обстрілу пошкоджена адміністративна будівля старостинського округу.

## Назва
Назва походить від пророка-мученика та попередника Христа - Іоана Хрестителя, або ж Іоана Предтечі. Нині в Україні існує лише один населений пункт із такою назвою.
29 серпня – свято Усікновення голови Пророка Предтечі й Хрестителя Господнього Іоана, або, як кажуть у народі - Головосіка. Цього дня дотримуються суворого одноденного посту. Не можна нічого різати, що нагадує собою голову. Вважається, що цього дня не варто брати до рук гострі речі: ніж, сокиру тощо. Це був єдиний день, коли гріх їсти борщ.

## Вулиці
- вул. Перемоги (колишня Гагаріна);
- вул. Максима Сороки (колишня Комарова);
- вул. Травнева (колишня Майська);
- вул. Вільна (колишня Мінська);
- вул. Центральна (колишня Артема);
- вул. Шкільна (колишня Крупської);
- вул. Садова (колишня Калініна)
- вул. Миру (колишня Щорса).[9]

## Населення
За даними перепису 2001 року населення села становило 377 осіб, із них 89,39 % зазначили рідною мову українську та 10,61 % — російську.

## Інфраструктура
На території старостинського округу розташовані:
- Предтечинський ЗДО №20 "Хмаринка";
- Предтечинський сільський Будинок культури;
- Сільська бібліотека;
- ФП с. Предтечине;
- Православний Храм Іоанна Предтечі;
- Туристичний об'єкт — Кінний дворик «Ідальго».
- Підприємства: АТ «Часівоярський вогнетривкий комбінат», фермерських господарств — 15, приватних підприємств — 3;